# 109-й идёт без остановок
«109-й идёт без остановок» (яп. 新幹線大爆破 Сикансэн Даибакуха, Взрывной Синкансэн) — японский фильм 1975 года режиссёра Дзюнъи Сато, боевик в жанре фильм-катастрофа. Шёл в советском кинопрокате в конце 1980-х годов.

## Сюжет
Террористы закладывают бомбу в высокоскоростной поезд «Хикари-109», перевозящий полторы тысячи пассажиров. Поезд отправляется в рейс под управлением ничего не подозревающих машинистов и набирает скорость свыше 200 км/ч. После этого на пульт управления безопасности перевозок поступает звонок от террориста, который сообщает о заложенной бомбе, а также то, что она будет автоматически взорвана при снижении скорости состава ниже 80 км/ч. Террорист требует 5 миллионов долларов за схему обезвреживания бомбы.